# Francesco Prando
Francesco Prando (Roma, 22 febbraio 1960) è un doppiatore e attore italiano.

## Biografia
È figlio del doppiatore Marcello Prando e dell'attrice Luciana Durante; suo nonno materno fu l'attore e poeta Checco Durante.
Come doppiatore ha prestato voce a Luke Perry nei panni di Dylan McKay in Beverly Hills 90210, Eric McCormack nei panni di Will Truman in Will & Grace, Eric Dane in Grey's Anatomy, Dominic Purcell in Prison Break e, in alcune significative interpretazioni, agli attori Matthew McConaughey, Vince Vaughn, Guy Pearce, Michael Fassbender, Daniel Craig, Rob Lowe, Ben Chaplin, Jason Statham, Matt Dillon e Hugh Grant.
Nel campo dell'animazione ha doppiato fra gli altri Lion-O nel cartone animato Thundercats, Ryōji Kaji nell'anime Neon Genesis Evangelion, Ned Flanders ne I Simpson a partire dalla quarta stagione, in sostituzione di Pino Insegno, e Dark Pixie nel cartone animato Winx Club.
Nel 2002 Rai Radio 2 ha trasmesso 20 episodi di uno sceneggiato radiofonico basato sul fumetto Dylan Dog, nel quale Francesco Prando era la voce del protagonista omonimo; l'operazione ha avuto un seguito nel 2004 e Prando ha poi incarnato ancora una volta la voce del personaggio nel documentario Dylan Dog: 30 anni di incubi.
Come attore, il suo ruolo più longevo è stato quello del commissario Carlo Angiò nel serial televisivo Incantesimo, mentre al cinema ha partecipato a pellicole come L'anniversario di Mario Orfini e ACAB - All Cops Are Bastards di Stefano Sollima.
Dal 1989 al 1997 è stato la voce dell'uomo con lo smoking nelle campagne pubblicitarie dell'olio Friol.
Dal 2002 Prando è l'annunciatore ufficiale di LA7, e dal 2017 anche di LA7d. È stato la voce del programma La storia siamo noi su Rai 2.
Inoltre, dal 2011 al 2016 ha doppiato il personaggio di John Reese della serie televisiva Person of Interest, interpretato dall'attore Jim Caviezel.
Nel 2014 vince il Leggio d'oro alla miglior interpretazione maschile per il doppiaggio di Ralph Fiennes in Grand Budapest Hotel.

## Doppiaggio

### Film
- Vince Vaughn in Il tempo di decidere, Psycho, Il sapore del sangue, Unico testimone, Made - Due imbroglioni a New York, Palle al balzo - Dodgeball, Be Cool, Mr. & Mrs. Smith, Ti odio, ti lascio, ti..., L'isola delle coppie, Il dilemma, Vicini del terzo tipo, Una ragazza a Las Vegas, Gli stagisti, Una rete di bugie, Delivery Man, Affare fatto, La battaglia di Hacksaw Ridge, Una famiglia al tappeto, Dragged Across Concrete - Poliziotti al limite, Arkansas, Seberg - Nel mirino, Freaky, Nonnas
- Daniel Craig in Un ragazzo alla corte di Re Artù, The Trench - La trincea, Sword of Honour, Sylvia, L'amore fatale, The Pusher, Archangel, Casino Royale, La bussola d'oro, Flashbacks of a Fool, Quantum of Solace, Defiance - I giorni del coraggio, Cowboys & Aliens, Le avventure di Tintin - Il segreto dell'Unicorno, Dream House, Skyfall, Spectre, Cena con delitto - Knives Out, No Time to Die, Glass Onion: Knives Out, Queer
- Matthew McConaughey in Amistad, U-571, Prima o poi mi sposo, Tredici variazioni sul tema, Tiptoes, We Are Marshall, La rivolta delle ex, The Lincoln Lawyer, Killer Joe, The Wolf of Wall Street, The Paperboy, Mud, Dallas Buyers Club, Interstellar, La foresta dei sogni, Free State of Jones, Gold - La grande truffa, La torre nera, Serenity - L'isola dell'inganno, The Gentlemen, Deadpool & Wolverine
- Guy Pearce in Nella sua pelle, L.A. Confidential, The Time Machine, Due fratelli, La proposta, Presagio finale - First Snow, Factory Girl, The Hurt Locker, Traitor - Sospetto tradimento, Racconti incantati, Non avere paura del buio, Solo per vendetta, Lockout, Iron Man 3, Equals, Doppia colpa, The Catcher Was a Spy, Domino, Zona 414, Memory
- Michael Fassbender in Bastardi senza gloria, Centurion, X-Men - L'inizio, Shame, Jane Eyre, Knockout - Resa dei conti, Prometheus, X-Men - Giorni di un futuro passato, Macbeth, X-Men - Apocalisse, Assassin's Creed, La luce sugli oceani, Alien: Covenant, Song to Song, Codice criminale, L'uomo di neve, X-Men: Dark Phoenix, Chi segna vince, The Killer, Black Bag - Doppio gioco
- Keanu Reeves in Molto rumore per nulla, Piccolo Buddha, Speed, Johnny Mnemonic, Il profumo del mosto selvatico, Reazione a catena, Due mariti per un matrimonio, Tutto può succedere - Something's Gotta Give, Henry's Crime, Generation Um..., 47 Ronin, Knock Knock, Fino all'osso, Replicas, Finché forse non vi separi
- Jason Statham in I mercenari - The Expendables, I mercenari 2, I mercenari 3, Safe, Spy, Fast & Furious 6, Fast & Furious 7, Joker - Wild Card, Mechanic: Resurrection, Fast & Furious 8, Fast & Furious - Hobbs & Shaw, La furia di un uomo - Wrath of Man, Fast & Furious 9, Fast X, I mercenari 4 - Expendables, The Beekeeper, A Working Man
- Dermot Mulroney in La sicurezza degli oggetti, Una tragica scelta, Stoker, I segreti di Osage County, Insidious 3 - L'inizio, Passione senza regole, Truth - Il prezzo della verità, Nonno scatenato, Il domani tra di noi, LA to Vegas, Prodigal Son
- Matt Dillon in Da morire, Un corpo da reato, City of Ghosts, Herbie - Il super Maggiolino, Tu, io e Dupree, Takers, Insospettabili sospetti, La casa di Jack, Capone, Asteroid City
- Ralph Fiennes in Il paziente inglese, Triplo gioco, Kidnapped - Il rapimento, Land of the Blind, Chromophobia, La duchessa, Coriolanus, Grand Budapest Hotel, Official Secrets - Segreto di stato
- Jean Dujardin in Agente speciale 117 al servizio della Repubblica - Missione Cairo, Agente speciale 117 al servizio della Repubblica - Missione Rio, Tre destini, un solo amore, French Connection, Un amore all'altezza, L'ufficiale e la spia, Doppia pelle, Agente speciale 117 al servizio della Repubblica - Allarme rosso in Africa nera
- Matthew Modine in Hotel New Hampshire, Uno sconosciuto alla porta, Wind - Più forte del vento, Guerra al virus, Che bel pasticcio, Foster Boy, Oppenheimer
- Luke Perry in Vacanze di Natale '95, Crocevia per l'inferno, Il quinto elemento, Uragano, Enemy - Il nemico è tra noi, C'era una volta a... Hollywood
- Ben Chaplin in Washington Square - L'ereditiera, La sottile linea rossa, Lost Souls - La profezia, The Water Horse - La leggenda degli abissi, Cenerentola, Snowden
- Hugh Grant in Extreme Measures - Soluzioni estreme, Mickey occhi blu, Two Weeks Notice - Due settimane per innamorarsi, Travaux - Lavori in casa, Florence
- Rupert Everett in Cortesie per gli ospiti, Prêt-à-Porter, Le cronache di Narnia - Il leone, la strega e l'armadio, Stardust, The Happy Prince - L'ultimo ritratto di Oscar Wilde
- Aaron Eckhart in Ti presento Bill, Rabbit Hole, Attacco al potere - Olympus Has Fallen, I, Frankenstein, Attacco al potere 2
- Kyle Chandler in Super 8, Broken City, Carol, Manchester by the Sea, First Man - Il primo uomo, Back in Action
- Mark Strong in Zero Dark Thirty, The Imitation Game, Kingsman - Secret Service, Kingsman - Il cerchio d'oro, 1917
- Michael Nyqvist in Uomini che odiano le donne, La ragazza che giocava con il fuoco, La regina dei castelli di carta, I.T. - Una mente pericolosa
- Paul Rudd in Ragazze a Beverly Hills, Anchorman - La leggenda di Ron Burgundy, 2 Young 4 Me - Un fidanzato per mamma, Anchorman 2 - Fotti la notizia
- Colin Firth in L'importanza di chiamarsi Ernest, Una ragazza e il suo sogno, Dorian Gray, Un marito di troppo
- Thomas Jane in Under Suspicion, The Punisher, Mutant Chronicles, Somnia
- Vincent Pérez in Al di là delle nuvole, Quello che non so di lei, Tigri e iene
- Sebastian Koch in Le vite degli altri, Unknown - Senza identità, Die Hard - Un buon giorno per morire, Opera senza autore
- Benicio del Toro in Che - L'argentino, Che - Guerriglia, Somewhere, The French Dispatch of the Liberty, Kansas Evening Sun, La trama fenicia
- Dougray Scott in Uccidere il re, Marilyn, Death Race 3 - Inferno, Il mio anno a Oxford
- Vincent Lindon in L'amante del tuo amante è la mia amante, L'apparizione, Ultima estate a Tangeri, Titane
- Kevin Bacon in Legge criminale, Black Mass - L'ultimo gangster, Boston - Caccia all'uomo, MaXXXine
- Mark Hamill in Guerre stellari (scene aggiunte edizione 1997), Il ritorno dello Jedi, Star Wars - Gli ultimi Jedi, Star Wars - L'ascesa di Skywalker
- David Wenham in The Bank, Three Dollars, Lion - La strada verso casa
- Hugh Jackman in Codice: Swordfish, The Prestige, Sex List - Omicidio a tre
- Luke Wilson in Il mio cane Skip, Alex & Emma, Blonde Ambition - Una bionda a NY
- Michael Biehn in Assassino senza colpa?, L'arte della guerra, Grindhouse - Planet Terror
- Bill Paxton in Predator 2, Spy Kids 2 - L'isola dei sogni perduti, Missione 3D - Game Over
- Linus Roache in Il prete, Batman Begins, My Policeman
- Scott Shepherd in Mai così vicini, Jason Bourne, The Report
- Will Smith in Independence Day, Nemico pubblico
- Pierce Brosnan in I dinamitardi, Mamma mia!
- John Cusack in La giuria, The Contract
- Woody Harrelson in Chi non salta bianco è, Game Change
- Ioan Gruffudd in Titanic, La carica dei 102 - Un nuovo colpo di coda
- Nicolas Cage in Birdy - Le ali della libertà, City of Angels - La città degli angeli
- Charlie Sheen in Platoon, La fine del gioco
- Russell Crowe in Paradiso di fuoco, Breaking Up - Lasciarsi
- Daniel Auteuil in Lucie Aubrac - Il coraggio di una donna, Niente da nascondere
- Jason Bateman in Mr. Magorium e la bottega delle meraviglie, Paul
- Jeff Goldblum in Il genio, Hotel Artemis
- Paul Schneider in Come l'acqua per gli elefanti, Provetta d'amore
- Tony Goldwyn in Bounce, L'ultima casa a sinistra, In viaggio con mio figlio
- Paul Bettany in Legion, Transcendence
- Jeff Daniels in The Hours, Sopravvissuto - The Martian
- Will Arnett in Vita da camper, G-Force - Superspie in missione
- John Slattery in I guardiani del destino, Ted 2
- Bill Pullman in Igby Goes Down, Scary Movie 4
- Jim Caviezel in Montecristo, Transit, Paolo - Apostolo di Cristo
- Liev Schreiber in Ransom - Il riscatto, Spinning Boris - Intrigo a Mosca
- Kim Coates in Il tunnel, Silent Hill
- Mike Myers in Fusi di testa, Fusi di testa 2 - Waynestock
- Kevin Durand in Primal - Istinto animale, Abigail
- Patrick Fabian ne L'ultimo esorcismo, L'esorcismo di Emma Schmidt - The Ritual
- Joseph Fiennes in Io ballo da sola
- Alec Baldwin in Riccardo III - Un uomo, un re
- Tom Hanks in Salvate il soldato Ryan
- Michael Keaton in Jackie Brown
- Matthew Morrison in Che cosa aspettarsi quando si aspetta
- Clive Owen in Anon
- Julian Sands in Mistero a Crooked House
- Tim Blake Nelson in Fantastic 4 - I Fantastici Quattro
- Michael Jai White in Skin Trade - Merce umana
- Simon Pegg in Le cronache di Narnia - Il viaggio del veliero
- Mark Dacascos in Amici x la morte
- Gary Sinise in The Forgotten
- Danny Huston in 21 grammi
- Patrick Bruel in La commedia del potere
- Gordon MacDonald in Perfect Stranger
- Olivier Martinez in Blood and Chocolate
- Byron Mann in L'uomo con i pugni di ferro
- Denis O'Hare in Milk
- Thomas Kretschmann in Hitman: Agent 47
- John Michael Higgins in Un'impresa da Dio
- David Thornton in Le pagine della nostra vita
- Isaiah Washington in Hollywood Homicide
- Tom Goodman-Hill in La leggenda degli uomini straordinari
- Benjamin Bratt in Miss Detective
- Johnny Messner in Un soldato, un amore
- Tim Quill in Hamburger Hill: collina 937
- Eric Stoltz in Analisi di un delitto
- Dolph Lundgren in Caccia mortale, Captured
- Casper Van Dien in Codice Omega
- John Heard in Catholic Boys, Il rapporto Pelican
- Gabriel Byrne in Dead Man
- Tim Roth in L'impostore, The Song of Names - La musica della memoria
- Jay Mohr in 200 Cigarettes
- David O'Hara in Janice Beard - Segretaria in carriera
- Nathaniel Parker in Othello
- Alexander Diachenko in Hunter Killer - Caccia negli abissi
- Guillaume Canet in La belle époque
- Benno Fürmann in Sopravvivere coi lupi
- Hugh Quarshie in Star Wars - Episodio I - La minaccia fantasma
- David Keith in Distruzione dal cielo
- Clayton Rohner in Bat*21
- Ed Helms in Benvenuti a Cedar Rapids
- Damian Young in Fuori controllo
- Mark Harmon in Assassini nati - Natural Born Killers
- Simon Reynolds in The Sentinel - Il traditore al tuo fianco
- Matt Roe in Una pallottola spuntata 33⅓ - L'insulto finale
- Robert Mammone in The Condemned - L'isola della morte
- James Frain in Stanno tutti bene - Everybody's Fine
- Kenneth Lonergan in Margaret
- Diego Klattenhoff in Pacific Rim
- Tim Downie in Paddington
- Richard Topol in Lincoln
- David Morrissey in Basic Instinct 2
- Aidan Quinn in Amori & incantesimi
- Brando Giorgi in Abbronzatissimi 2 - Un anno dopo
- Christopher Eccleston in Amelia
- Scott Adkins in Close Range
- Laurent Lucas in Florida
- Simon Yam in Ip Man
- Matthew Fox in Speed Racer
- Daniel Beer in Creepshow 3
- Sebastian Roché in La preda perfetta
- Theo Maassen in Minouche la gatta
- Wotan Wilke Möhring in Freaks - Una di noi
- Owen Wilson in Ant-Man and the Wasp: Quantumania
- Eddie Izzard in Le cronache di Narnia - Il principe Caspian
- Eric Dane in Appuntamento con l'amore
- Lee Jung-jae in Operation Chromite
- Maciej Stuhr in Caccia all'eredità
- Arieh Worthalter in Il caso Goldman
- José Zúñiga in Ops! È già Natale
- Adam James in We Live in Time - Tutto il tempo che abbiamo
- Murray Bartlett in Opus - Venera la tua stella
- Nestor Carbonell in The Image of You
- Thierry Neuvic in Belle & Sebastien - L'avventura continua
- John Benjamin Hickey in Le notti di Salem
- Freddie Prinze Jr. in So cosa hai fatto

### Film d'animazione
- Sirio il Dragone ne I Cavalieri dello zodiaco - La dea della discordia (secondo doppiaggio), I Cavalieri dello zodiaco - L'ardente scontro degli dei (secondo doppiaggio), I Cavalieri dello zodiaco - La leggenda dei guerrieri scarlatti (secondo doppiaggio) I Cavalieri dello zodiaco - L'ultima battaglia (secondo doppiaggio)
- Ryoji Kaji in Neon Genesis Evangelion: Death & Rebirth, Neon Genesis Evangelion: The End of Evangelion, Evangelion: 2.0 You Can (Not) Advance, Evangelion: 3.0+1.0 Thrice Upon a Time
- Shang (parte parlata) in Mulan, Mulan II
- Principe Azzurro in Shrek 2, Shrek terzo
- Oritel in Winx Club - Il segreto del regno perduto, Winx Club 3D - Magica avventura
- Corricorri ne L'isola degli smemorati, Sulle ali dei gabbiani - L'isola va in città
- Buster Moon in Sing, Sing 2 - Sempre più forte
- Ned Flanders ne I Simpson - Il film
- Apollo in Arion
- Lucullus in Asterix conquista l'America
- Re Artù ne La spada magica - Alla ricerca di Camelot
- Yamagata in Akira
- Gesù in The Miracle Maker
- John Rolfe in Pocahontas II - Viaggio nel nuovo mondo
- Pongo ne La carica dei 101 II - Macchia, un eroe a Londra
- Wile E. Coyote in Super Bunny in orbita! (secondo doppiaggio)
- Alfonso in El Cid - La leggenda
- Ratchet in Robots
- Wenlock in Barbie e la magia di Pegaso
- Microfono Mike in Topolino & i cattivi Disney
- Barry, la tigre in Dolittle[6]
- Roddy St. James in Giù per il tubo
- Derek Dietl in Mostri contro alieni
- Marcus Octavius in Highlander: Vendetta immortale
- Dryden Fassa in Escaflowne - The Movie
- Hassan ne Le avventure di Zarafa - Giraffa giramondo
- Steve Trevor in Wonder Woman
- Renzaburo Taki in Wicked City - La città delle bestie incantatrici
- Ugo in Jungle Jack - Il grande film del piccolo Ugo!
- Louis Merante in Ballerina
- Ryszard Kapuscinski in Ancora un giorno
- Padre di Ploi in Ploi
- John in Dreambuilders - La fabbrica dei sogni
- Roy Forest in Lupin III - Addio, amico mio
- Chaz Hunt in Back to the Outback - Ritorno alla natura
- Jimmy Murray in Luce - Accendi il tuo coraggio
- Julius in Uibù - Fantasmino fifone
- Perry Prescott in Cattivissimo me 4
- Spina in Il robot selvaggio
- Vandy in Predator: Killer dei Killer

### Serie televisive
- Billy Campbell in Ancora una volta, 4400, The Killing, Helix, Modus, Cardinal
- Rob Lowe in Brothers & Sisters - Segreti di famiglia, Parks and Recreation, The Grinder, Code Black, 9-1-1: Lone Star
- Nestor Carbonell in Lost, I signori del rum, Ringer, Bates Motel
- Kyle Chandler in Ultime dal cielo, Friday Night Lights, Bloodline, Catch-22
- Luke Perry in Beverly Hills 90210, Detective McLean, Riverdale
- Eric McCormack in Will & Grace, Trust Me, Perception
- Adrian Pasdar in Giudice Amy, Heroes[7], The Lying Game
- Gabriel Garko in Tre stelle, Il bello delle donne, Angelo nero
- Louis Herthum in FBI: Most Wanted, Inverso - The Peripheral, The Night Agent
- Reed Diamond in CSI - Scena del crimine, 24, The Mentalist
- Steven Weber in Senza traccia, NCIS: New Orleans, Chicago Med
- Dominic Purcell in Prison Break, The Flash, Legends of Tomorrow
- Jason O'Mara in Life on Mars, Terra Nova, Vegas
- Dylan Walsh in Unforgettable, Life Sentence
- Dylan Neal in Cedar Cove, Gourmet Detective
- Eric Dane in Grey's Anatomy, The Last Ship
- Mark Pellegrino in Being Human, The Tomorrow People
- Campbell Scott in Damages, Royal Pains
- Noah Emmerich in The Walking Dead, The Walking Dead: World Beyond
- Kyle MacLachlan e Peter Gallagher in Law & Order - Unità vittime speciali
- Billy Burke e Rick Schroder in 24
- Chris Browning e John Pyper-Ferguson in The 100
- Dermot Mulroney in American Horror Story
- Kevin Bacon in The Following
- Jim Caviezel in Person of Interest
- Titus Welliver in Bosch
- Matt Dillon in Wayward Pines
- Vince Vaughn in True Detective
- Michael T. Weiss in Jarod il camaleonte
- Greg Kinnear in Rake
- Mark Deklin in Devious Maids - Panni sporchi a Beverly Hills
- Matthew Morrison in Glee
- Thibault de Montalembert in Chiami il mio agente!
- Charles Mesure in V
- Dominic West in The Wire
- Michael Imperioli in Law & Order - I due volti della giustizia
- Mathias Herrmann in Squadra Speciale Cobra 11
- Connor Trinneer in Star Trek: Enterprise
- Coby Bell in Burn Notice - Duro a morire
- Benjamin Sadler in Tribes of Europa
- Kamel Belghazi in Sulle tracce del crimine
- Billy Burke in Revolution
- Peter Outerbridge in Nikita
- Erol Sander in Squadra Omicidi Istanbul
- Benjamin Bratt in Andromeda
- Johnny Whirtworth in CSI Miami
- Patrick Lyster in Black Sails
- William Katt ne La signora in giallo (ep.9x22)[8]
- Til Schweiger in Legittima difesa
- Pietro Sermonti in La moglie cinese
- Nicholas Rogers in Caraibi
- Matthew McConaughey in Sex and the City
- Iain Glenn in Downton Abbey
- Richard E. Grant in Downton Abbey
- Dylan McDermott in Dark Blue
- Nolan North in Pretty Little Liars
- Richard Dormer ne Il Trono di Spade
- Philip Winchester in Chicago Justice
- Gísli Örn Garðarsson in Ragnarok
- René Steinke in Last Cop - L'ultimo sbirro
- Grant Show in Dynasty
- Raymond Liotta in Shades of Blue
- Jay Harrington in S.W.A.T.
- Owen Wilson in Loki
- Nic Bishop in Snowfall
- Tobias Menzies in Outlander
- Juan Darthés ne Il mondo di Patty
- Flavio Caballero in Leonela
- Rafael Ferro in Para vestir santos - A proposito di single
- Nacho Gadano in Violetta
- Mark Hamill in The Big Bang Theory (ep. 11x24)
- Sebastian Roché in L'uomo nell'altro castello
- Samuel West in Creature grandi e piccole - Un veterinario di provincia
- Luis Tosar ne I favoriti di Mida[9]
- Dan Wyllie in The Veil
- Griffin Dunne in Only Murders in the Building
- Toshiaki Karasawa in Like a Dragon: Yakuza
- Mark Strong in Dune: Prophecy
- Nathan Willcocks in Attacco al potere - Paris Has Fallen
- Michael Fassbender in The Agency
- Guardiano quadrato in Squid Game (2ª voce)

### Serie animate
- Ralph il Lupo (dal 1995) e Willy il Coyote (riedizione 2003) in Looney Tunes e Merrie Melodies
- Pongo ne La carica dei 101 - La serie e House of Mouse - Il Topoclub
- Dott. Yuichiro Hikari in MegaMan NT Warrior, MegaMan NT Warrior Axess
- Ned Flanders (dall'episodio 3.24) e vari personaggi ne I Simpson[10]
- Luke Perry e Rob Lowe ne I Griffin[11]
- Microfono Mike in House of Mouse - Il Topoclub
- Lion-O in Thundercats
- Rick O'Connell ne La mummia
- Ultra Magnus in Transformers: Robots in Disguise
- Shori Kirifuda in Duel Masters
- Kazama in City Hunter
- Dryden Fassa in I cieli di Escaflowne
- Ryoma Nagare in Getter Robot - The Last Day
- Ryoji Kaji in Neon Genesis Evangelion
- Homura Taishi in Saiyuki
- Dottor Philip Lawson in Avengers - I più potenti eroi della Terra
- Dottor Miles Warren in The Spectacular Spider-Man
- Bob (2ª voce) in Bob aggiustatutto
- Simon (adulto e voce narrante) in Sfondamento dei cieli Gurren Lagann
- Krytus in Hot Wheels Battle Force 5
- Sindaco Whitney Whitebottom in Central Park[12]
- Dr. Seido Hishigata in Summer Time Rendering
- Nakago in Fushigi yûgi - Il gioco misterioso
- Dan Kato (2ª voce) in Naruto: Shippuden
- Mitamura (1ª voce) in Mila e Shiro - Due cuori nella pallavolo
- Giulio Robetti in Cuore
- Kanae in Generator Gawl
- Berto in Gowap
- Arthea ne L'invincibile Dendoh
- Victor Volt in The Secret Show
- Jean in Gunslinger Girl
- Abe ne I Netturbani
- Dr. Robert Bruce Banner ne L'incredibile Hulk (2ª ed.)
- Winston in 44 gatti
- Narratore in Idaten Jump
- James Bond in Robot Chicken
- Mark in South Park (episodio 4x16)
- Generale Orca in Mermaid Magic
- Charles Devereaux in Tomb Raider - La leggenda di Lara Croft[13]

### Documentari
- L'America vista dall'alto
- Passaggio a Nord Ovest DOC
- Dylan Dog in Dylan Dog: 30 anni di incubi

### Programmi televisivi
- Voce ufficiale in La storia siamo noi
- Voce narrante di La Terra dopo l'uomo, A cena da me e Evolution - Il viaggio di Darwin
- Voce aggiuntiva di Passaggio a Nord Ovest DOC
- Voce narrante di Sapiens - Un solo pianeta

### Videogiochi
- James Bond in Quantum of Solace,[14] GoldenEye[15]
- Gen. Kong Feirong in Tom Clancy's Splinter Cell[16]
- Jason Fly/XIII in XIII[17]
- Ned Flanders ne I Simpson - Il videogioco[18]

## Filmografia

### Cinema
- Oltre la notte, regia di Rosario Montesanti (1993)
- L'anniversario, regia di Mario Orfini (1999)
- Un altro mondo, regia di Silvio Muccino (2010)
- ACAB - All Cops Are Bastards, regia di Stefano Sollima (2012)
- Le leggi del desiderio, regia di Silvio Muccino (2015)

### Televisione
- La piovra 7 - Indagine sulla morte del commissario Cattani, regia di Luigi Perelli (1995)
- Don Milani - Il priore di Barbiana, regia di Andrea e Antonio Frazzi (1997)
- Incantesimo, registi vari (2000-2006)
- Carabinieri, episodi 1x01 e 1x02, regia di Raffaele Mertes (2001)[2]
- R.I.S. Roma 3 - Delitti imperfetti, regia di Francesco Miccichè – serie TV (2012)
- Squadra antimafia - Palermo oggi - episodi 6x03, 6x06, 6x09 (2014)
- Squadra mobile - Operazione Mafia Capitale, regia di Alexis Sweet (2017)

## Radio

### Sceneggiati
- Sherlock Holmes: Uno studio in rosso (1999)
- Ispettore Ginko in Diabolik (Radio 2, 2000)
- Dylan Dog in Dylan Dog (Radio 2, 2002 e 2004)
- Blade Runner, cacciatore di androidi (Radio 2, 2003)